# Gloria Henry
Gloria Henry (Nueva Orleans, Luisiana; 2 de abril de 1923-Los Ángeles, California; 3 de abril de 2021) fue una actriz estadounidense, conocida por su papel de Alice Mitchell en la comedia familiar de la CBS Daniel el travieso (1959-1963).

## Biografía
De ascendencia escocesa e irlandesa, nació como Gloria Eileen McEniry, el 2 de abril de 1923. Vivió y creció en las afueras del Garden District de Nueva Orleans, Luisiana. Fue educada en la escuela del Museo de Arte de Worcester en Massachusetts. Se mudó a Los Ángeles en su adolescencia y trabajó en varios programas de radio y comerciales usando el nombre artístico de Gloria Henry. Sus temas de discusión fueron los chismes, la moda y los deportes. También actuó en pequeños grupos de teatro.
Estuvo casada con Robert D. Lamb entre 1943 y 1948. Se casó con el arquitecto Craig Ellwood en 1949; se divorciaron en 1977. La pareja tuvo tres hijos, Jeffrey, Adam y Erin Ellwood. Henry falleció un día después de cumplir 98 años en su casa de Los Ángeles, California el 3 de abril de 2021.

## Trayectoria
Firmada por un agente, Henry hizo la transición al trabajo cinematográfico a través de Columbia Pictures en 1946 e hizo su debut como protagonista femenina en la película de carreras de caballos Sport of Kings (1947). Tuvo papeles en la comedia romántica Miss Grant Takes Richmond (1949), protagonizada por Lucille Ball, y en el western Encubridora (1952) con Marlene Dietrich. Henry también apareció en tres historias de temática deportiva; la película de fútbol Triple Threat (1948), el cuento de carreras de caballos Racing Luck (1948) y la comedia de béisbol de William Bendix Kill the Umpire (1950).
La década de 1950 fue una mezcla de películas B y episodios televisivos como My Little Margie (1952) y el episodio de estreno de Perry Mason, "El caso de la pelirroja inquieta" (1957). También participó con regularidad en la serie de detectives The Files of Jeffrey Jones (1954), protagonizada por Don Haggerty, pero fue eliminada del programa cuando quedó embarazada. También apareció en The Abbott and Costello Show en un episodio titulado "The Pigeon".

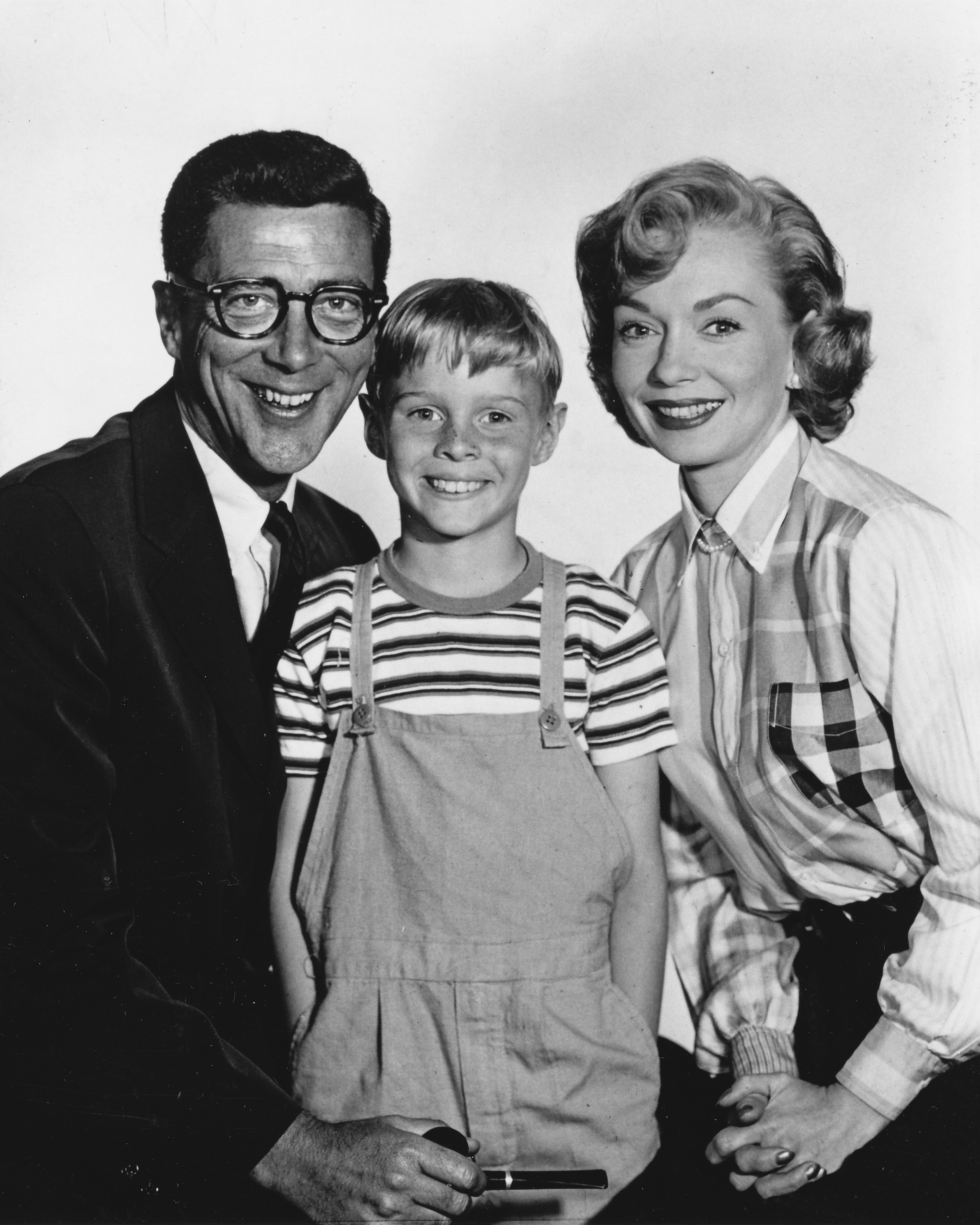
Henry con sus coprotagonistas de Daniel el travieso, Herbert Anderson y Jay North, 1959

En 1959, Henry consiguió el papel por el que se haría más conocida, el de la madre de Dennis "Alice Mitchell" en la serie de televisión de comedia de CBS Daniel el travieso. La serie fue coprotagonizada por Herbert Anderson como su esposo y el joven Jay North en el papel principal de Daniel. Henry retrató la soleada vida doméstica y la calidez maternal durante cuatro temporadas hasta la cancelación de la serie en 1963.
La carrera de Henry se ralentizó considerablemente después de Daniel el travieso. En 1992, declaró que se había asociado tanto con el papel de Alice Mitchell que se había encasillado en los papeles de madre. Apareció ocasionalmente en películas de televisión interpretando a una variedad de matronas, y en 1989, desempeñó un pequeño papel como matrona de una sociedad de colección de arte en la serie Dallas.
Henry regresó a la pantalla grande en un breve papel en Her Minor Thing (2005), una comedia romántica dirigida por Charles Matthau, el hijo de Walter Matthau. De vez en cuando asistía a festivales de cine y convenciones de nostalgia. En 2012, actuó como estrella invitada en un episodio "Campaign Shake-Up" de Parks and Recreation, interpretando el papel de Mary-Elizabeth Clinch.

## Filmografía
| Año  | Título                                    | Papel                           |
| ---- | ----------------------------------------- | ------------------------------- |
| 1947 | Deporte de Reyes                          | Doc Richardson                  |
| 1947 | Guardián de las abejas                    | Alicia                          |
| 1947 | Bulldog Drummond contraataca              | Ellen Curtiss                   |
| 1948 | Aventuras en Silverado                    | Jeannie Manning                 |
| 1948 | Puerto Said                               | Gila Lingallo / Helena Guistano |
| 1948 | El columpio de Arkansas                   | Margie MacGregor                |
| 1948 | La fresa ruan                             | Connie Bailey                   |
| 1948 | Triple amenaza                            | Ruth Nolan                      |
| 1948 | Suerte de carreras                        | Phyllis Warren                  |
| 1949 | Oxidado salva una vida                    | Lyddy Hazard                    |
| 1949 | Ley de la costa de Berbería               | Julie Adams                     |
| 1949 | Johnny Allegro                            | Addie                           |
| 1949 | Azafata                                   | Ruth Jackson                    |
| 1949 | La señorita subvención toma richmond      | Helen White                     |
| 1949 | Ritmo de pelea                            | Valerie Kay                     |
| 1949 | Jinetes en el cielo                       | Anne Lawson                     |
| 1950 | Mata al árbitro                           | Lucy Johnson                    |
| 1950 | Bombero novato                            | Peggy Walters                   |
| 1950 | Cuanto más duros vienen                   | Sonajero Rafferty               |
| 1950 | Counterspy se encuentra con Scotland Yard | Martha Holden                   |
| 1950 | Pistolas relámpago                        | Susan Atkins                    |
| 1951 | Al Jennings de Oklahoma                   | Alice Calhoun                   |
| 1951 | Aleta amarilla                            | Nina Torres                     |
| 1952 | Encubridora                               | Beth Forbes                     |
| 1953 | Noticias de último momento                | Kerry Barker                    |
| 1958 | Guerra de pandillas                       | Edie Avery                      |
| 1988 | Haciendo tiempo en el planeta Tierra      | María Richmond                  |
| 2005 | Su cosa menor                             | Señora. Portero                 |